# Maritina Hernández Miñana
Francisca Mercedes Hernández Miñana, más conocida como Maritina (n. Alcácer provincia de Valencia, 25 de octubre de 1959) es una política española del Partido Popular, perteneciente al consejo de la Generalidad Valenciana. 
Fue consejera de Agricultura entre los años 2007 y 2012.

## Biografía
Nacida en el año 1959, Maritina es hija de Vicente Hernández un dirigente valenciano de la Asociación Agraria de Jóvenes Agricultores (ASAJA). Es licenciada en ciencias químicas y es doctorada en bioquímica.
Posteriormente entró en la política siendo miembro del Partido Popular en la Comunidad Valenciana (PPCV), cuyo primer cargo fue el de Directora del Instituto Valenciano de la Exportación (IVEX), entre los años 2003 y 2007.
En el mismo año 2007 se presentó a las elecciones a las Cortes Valencianas de 2007 por la Circunscripción electoral de Valencia, donde consiguió su escaño, y el día 29 de junio de ese mismo año fue nombrada por el Presidente de la Comunidad Valenciana (Francisco Camps), como nueva Consejera de Agricultura, Pesca y Alimentación, donde sucedió en el cargo al anterior consejero Juan Cotino Ferrer, hasta que el nuevo presidente autonómico Alberto Fabra realizó la remodelación del Consejo de la Comunidad Valenciana y Maritina tuvo que ser sucedida el día 7 de diciembre de 2012 por José Císcar en su cargo de consejera.